# Gare de Béréba
La gare de Béréba est une gare ferroviaire burkinabé de la ligne d'Abidjan à Ouagadougou, située à proximité du centre-ville de la commune rurale de Béréba de la province du Tuy dans la région des Hauts-Bassins. Elle est mise en service vers 1950 lors du prolongement de la ligne jusqu'à Bobo-Dioulasso.

## Situation ferroviaire
Établie à environ 360 mètres d'altitude, la gare de Béréba est située au point kilométrique (PK) 885 de la ligne d'Abidjan à Ouagadougou, entre la gare de Maro et la gare de Grand Balé.

## Histoire
La gare de Béréba, en Haute-Volta, est créée à la suite de l'exploitation du tronçon allant de Bobo-Dioulasso à Béréba (puis vers Ouagadougou) construit à partir de 1946 jusqu'en 1954. Elle est réalisée, comme la ligne ferroviaire, à la suite d'un appel d'offres remporté par des entreprises de la Côte d'Ivoire contrairement aux infrastructures situées avant Bobo-Dioulasso qui avaient été construites par le Génie militaire français.
Elle constitue le terminus de la ligne jusqu'en 1950.